# Aoban
Aoban (青盤?) är en singel av det japanska rockbandet MUCC. Den släpptes den 15 juli 2001, samtidigt som Akaban.

## Låtlista
1. "Akarui kyoku" (明るい曲, Lycklig melodi)
2. "Ieji" (家路, Vägen hem)
3. "Uso de Yugamu shinzou" (嘘で歪む心臓, Hjärtan förvrängda av lögner)